# Round Table Pizza
Round Table Pizza ist eine Kette von Pizzerien im Westen der USA. Das erste Round Table Pizza-Restaurant wurde 1959 eröffnet, im Juli 2021 hatte das Unternehmen mehr als 400 Restaurants. Der Hauptsitz des Unternehmens befindet sich in Atlanta, Georgia.

## Geschichte
William R. Larson eröffnete seine erste Pizzeria am 21. Dezember 1959 in Menlo Park, Kalifornien. Er nannte sein neues Restaurant Round Table Pizza, nach den runden Rotholztischen, die er und sein Vater konstruierten. Im Jahr 2011 beantragte das Unternehmen beim US-Konkursgericht Schutz nach Chapter 11. Der einvernehmliche Reorganisationsplan sieht vor, dass die Verpflichtungen gegenüber den gesicherten und ungesicherten Gläubigern zu 100 % zurückgezahlt werden und die Mitarbeiter zu 100 % Eigentümer des Unternehmens bleiben. Seitdem hat das Unternehmen alle Verpflichtungen erfüllt und seine Finanzkraft hat sich mit der Tilgung von Schulden und dem Anstieg des Cashflows stetig verbessert. Im Jahr 2014 unterzeichnete das Unternehmen einen Vertrag zur Eröffnung von 35 Restaurants in Bahrain, Saudi-Arabien, Oman, Kuwait und Katar. Im Jahr 2016 gab es mehr als 450 Franchise- und firmeneigene Standorte in Alaska, Arizona, Kalifornien, Hawaii, Nevada, Oregon und Washington. Round Table Pizza hatte zu diesem Zeitpunkt sieben Filialen in Dubai und weitere Standorte in Bahrain. Am 15. September 2017 gab Round Table Pizza bekannt, dass es von der Global Franchise Group übernommen wurde. Im selben Monat schloss Round Table Pizza alle sieben Filialen in Dubai. Im Jahr 2019 erhielt Round Table Pizza anlässlich seines 60-jährigen Bestehens ein Rebranding, einschließlich eines neuen Logos und eines neuen Mottos „Pizza Royalty“.